# Johann Wankel
Johann IV., eigentlich: Johann Wankel, (* um 1540 in Hammelburg; † 22. April 1609) war letzter Abt des Klosters Schlüchtern.
Johann Wankel war als Jugendlicher bereits Schüler der Lateinschule, zu der das Kloster nach der Reformation geworden war. Nach dem Studium war er von 1580 bis 1585 Pfarrer von Mottgers, dann Pfarrer in Schlüchtern und gehörte gleichzeitig zum Konvent des Klosters. Am 17. August 1592 starb nach kurzer Krankheit Nikolaus Daniel genannt Schönbub, Abt Klosters seit 1585. Zehn Tage später ernannten Räte des Grafen Philipp I. von Hanau-Münzenberg Johann Wankel in Anwesenheit des Konvents zum neuen Abt des Klosters und vereidigten ihn auf den Grafen. Dies wich vom bisher geübten Verfahren ab, nach dem der Abt des Klosters vom Konvent gewählt wurde. Dies war ein weiterer Schritt, das Kloster in die Landesherrschaft einzugliedern. Dazu zählte auch, dass der Abt – im Gegensatz zu seinen Vorgängern – ein Siegel nicht mehr führen durfte. Der Abt hatte so eine Stellung, die einem Beamten der Grafschaft entsprach. Johann IV. war der vierte evangelische Abt des Klosters. Der Titel „Abt“ war historisch bedingt, faktisch war er der Rektor der Lateinschule.
Johann Wankel war seit 1568 mit einer „Regina“ (* 1549; † kurz vor dem 1. Februar 1631), deren Geburtsname nicht bekannt ist, verheiratet. Vier Kinder aus dieser Ehe sind namentlich bekannt.
Nach dem Tod Johann IV. am 22. April 1609 bewarb sich Melchior Goldast bei Graf Philipp Ludwig II. von Hanau-Münzenberg um die Stelle des Abtes. Der Graf verfolgte aber eine streng reformierte Kirchenpolitik, so dass ihm die Fortführung eines Klosters nicht opportun erschien. Er besetzte die Stelle nicht wieder, verlieh Melchior Goldast aber den Titel eines Rates ehrenhalber.